# جمهوری‌خواهی کلاسیک
جمهوری‌خواهی کلاسیک (به انگلیسی: classical republicanism)، که به نام‌های جمهوری‌خواهی مدنی یا اومانیسم مدنی نیز شناخته می‌شود، نوعی از جمهوری‌خواهی است که در زمان رنسانس با الهام از اشکال و نوشته‌های حکومتی دوران باستان کلاسیک، خصوصاً نویسندگان کلاسیکی چون ارسطو، پولیبیوس و سیسرون توسعه یافت. جمهوری‌خواهی کلاسیک بر حول مفاهیمی مثل جامعه مدنی، «فضیلت مدنی» و «حکومت مختلط» ساخته شده است.

## توسعه
در خود دوره کلاسیک واژه جمهوری‌خواهی وجود نداشت، اما اصطلاح لاتینی res publica، که به‌صورت تحت اللفظی به «امر عمومی» یا «امور عمومی» ترجمه می‌شود، استفاده می‌شد. تعدادی از نظریه‌پردازان هم‌مانند ارسطو، پولیبیوس، و سیسرون بودند که در این دوره در مورد فلسفه سیاسی می‌نوشتند و ایده‌هایشان هسته اساسی جمهوری‌خواهی کلاسیک را شکل داد. ایدئولوژی جمهوری‌خواهی در جریان رنسانس ایتالیایی، خصوصاً در فلورانس شکوفا شد، به گونه‌ای که تعدادی از نویسندگان به دوره کلاسیک نظر انداخته و از نمونه‌های آن برای تدوین نظریه‌های درباره آرمان حکومتداری استفاده نمودند. نیکولو ماکیاولی (1469-1527 میلادی) در تأملات بعدی‌اش، از اولین کسانی بود که جمهوری‌خواهی کلاسیک را دوباره معرفی کرد.
استدلال می‌شود که ماکیاولی یک جمهوری‌خواه کلاسیک نبوده است چون او اکثراً روابط سیاسی قرون وسطی را توضیح می‌داد. در واقع، ابداع، افزودن یا دگرگونی جمهوری‌خواهی کلاسیک توسط ماکیاولی به احتمال زیاد نقطه عطف و طلوع جمهوری‌خواهی مدرن بود؛ نوع خاص جمهوری‌خواهی ماکیاولی توسط جمعی از پژوهشگران «جمهوری‌خواهی درنده» خوانده شده است. به هرحال، جمهوری‌خواهی کلاسیک در حقیقت به فلسفه‌ی اشاره می‌کند که اساساً در عصر مدرن اولیه توسعه یافته و توسط بیشتر دانش‌مندان گیج‌کننده خوانده شده است؛ بنابراین، برخی حالا از اصطلاح جمهوری‌خواهی مدرن اولیه برای پوشانیدن این شاخه از تفکر سیاسی استفاده می‌کنند. مطمئناً مباحثه مفهومی، تاریخی و فلسفی ادامه دارد.
یکی از انواع جمهوری‌خواهی کلاسیک به نام «اومانیسم مدنی» شناخته می‌شود، اصطلاحی که اولین بار توسط هانس بارون، پژوهشپر آلمانی اواخر قرون وسطی و اوایل تاریخ مدرن ایتالیایی به کار رفت. اگرچه در موارد خاص و نزد پژوهشگران خاص تفکیک ظریفی بین این دو وجود دارد، اما هر دو در تمام کاربردها و اهداف می‌توانند به‌جای یکدیگر به کار بروند. اومانیسم مدنی گسترده نسبتاً وسیع‌تر دارد و بر نقش مرکزی فضیلت مدنی در تحفظ کلاسیک آرمان رومی/ فلورانسی آزادی‌خواهی سیاسی متمرکز است. شارحان اصلی این مفهوم دوگانه عبارت اند از: هانا آرنت، جی جی ای پوکوک، کونتین سکینر و فیلیپ پیتیت.
هرچند توماس پانگل (شاگرد لیو ستراوس) صحت بازسازی «اومانیسم مدنی» را مورد انتقاد قرار داده و آن را تحریف جمهوری‌خواهی کلاسیک در یک سو و دانش سیاسی ماکیاولی از سوی دیگر می‌خواند. پانگل می‌نویسد: «پوکوک و آرنت (دومی با خودآگاهی بیشتر) امپریالیسم، بی رحمی، سلسله مراتب متخاصم و عقل‌گرایی منجمد که واقعاً از ویژگی‌های ماکیاولی هستند را مخفی می‌کنند؛ و بر این عناصر یک حجاب نرم برابری طلبی و «اومانیسم مدنی را می‌کشند».
به گفته بارون، برجسته‌ترین متخصص توسعه جمهوری‌خواهی کلاسیک برای چندین سال، این ایدئولوژی محصول جنگ دراز مدت فلورانس و میلان است. حاکمیت فلورانس در دست نخبه‌گان تجاری آن بوده و میلان نظام شاهی داشت که توسط اشراف زمین‌دار کنترل می‌شد. فلورانسی‌ها اظهار داشتند که نوع حکومت آن‌ها از این جهت برتر بود که بیشتر به جمهوری یونانی‌ها و رومی‌ها شباهت داشت. علاوه بر این، لیوناردو برونی (1370-1444 میلادی) بر اساس اظهارات تاسیتوس در مقدمه Histories اظهار داشت که دولت جمهوری مردان بهتری می‌سازد، در حالی‌که نظام شاهی با فضیلت انسانی خصومت دارد (رجوع کنید به مطالعات تاسیت). به گفته بارون، آرمان فلورانسبه ایدئولوژی اومانیسم مدنی توسعه یافته است.
بعد از توماس هوبس، در هسته جمهوری‌خواهی مفهوم قرارداد اجتماعی وجود دارد. اگرچه جمهوری‌خواهی مدرن، نظام شاهی (موروثی یا خودکامه) را به نفع حاکمیت توسط مردم رد می‌کند، جمهوری‌خواهی کلاسیک نظام شاهی را به عنوان یک نوع دولت در میان دیگران می‌داند. جمهوری‌خواهی کلاسیک به هدف مقابله با همه انواع استبداد، اعم از نظام سلطنتی، اشرافی یا دموکراتیک (استبداد اکثریت) پیشکش گردید. خود این تصورات که چه چیزی تشکیل دهنده ایده‌آل جمهوری تا جمهوری‌خواهی کلاسیک است، به دیدگاه شخصی افراد بستگی دارد. با این حال، ایده‌آل‌ترین جمهوری نوع نظام مختلط است که بر مبنای تعقیب مدنیت ایجاد گردد.
دیدگاه جمهوری‌خواهی کلاسیک درباره آزادی و این‌که چه‌گونه از دیدگاهی که بعداً توسط لیبرالیسم توسعه یافت تفاوت دارد، از همه بیشتر بحث‌برانگیز است. پیش از این، بیشتر دانش‌مندان موضع آیزایا برلین را پذیرفتند که جمهوری‌خواهی بیشتر به‌سوی آزادی مثبت تمایل دارد تا آزادی منفی که مشخصه لیبرالیسم است. در سال‌های اخیر این تیزس به چالش کشیده شده است و فیلیپ پیتیت استدلال می‌کند که اساس آزادی جمهوری‌خواهی را «عدم تسلط» شکل می‌دهد در حالی‌که آزادی لیبرال بر مبنای «عدم مداخله» بنا شده است. دیدگاه دیگر این است که لیبرالیسم آزادی را پیش اجتماعی می‌داند در حالی‌که جمهوری‌خواهی کلاسیک، آزادی واقعی را محصول اجتماع تلقی می‌کند. از آن‌جایی که آزادی یک بخش مهم تفکر جمهوری‌خواهی است، بیشتر متفکرین جمهوری‌خواه جذب نظریه لیبرالیسم کلاسیک شده‌اند.
جمهوری‌خواهی کلاسیک در کلاسیک‌گرایی و در جریان روشن‌گری بسیار معروف شده و بعد از هوبس از طریق جان لاک، گیامباتیستا ویکو، مونتسکیو، روسو، تا زمان کانت، نقش مرکزی را در نظریه‌های فلسفه سیاسی بازی کرد. برخی از مورخین دیده اند که نظریه‌های جمهوری‌خواهی کلاسیک بر افکار اولیه سیاسی آمریکایی تأثیر گذاشته است.

## همچنین ببینید
- لیبرالیسم کلاسیک
- کلاسیسیسم
- اجتماع‌گرایی
- فلسفه سیاسی ایمانوئل کانت
- جمهوری‌خواهی در ایالات متحده آمریکا

افراد
- آدام فرگوسن
- جیمز هرینگتون

## ارجاعات
1. ↑  scholar James Hankins would oblige us to include Sallust, Livy, and Virgil, and adds "above all" for Cicero. see "The 'Baron Thesis' after Forty Years and some Recent Studies of Leonardo Bruni," Journal of the History of Ideas 56, no. 2 (April 1995), 309–332, at 330.
2. ↑  This would, of course, be the Machiavelli of the Discourses on Livy, not he of The Prince, but for some scholars, they are simply two sides of the same coin. see J.G.A. Pocock, The Machiavellian Moment: Florentine Political Thought and the Atlantic Republican Tradition (Princeton: 1975); and Gisela Bock, Quentin Skinner, Maurizio Viroli, eds. Machiavelli and Republicanism (Cambridge: 1990).
3. ↑  Paul A. Rahe, "In the Shadow of Lucretius: The Epicurean Foundations of Machiavelli's Political Thought", History of Political Thought, Vol. XXVIII, #1, Spring, 2007.
4. ↑  See the collection of essays in Ed. Paul Rahe, Machiavelli's Liberal Republican Legacy (Cambridge University Press, 2006).
5. ↑  in his native German, "Bürger Humanismus," the coinage occurred in his Leonardo Bruni Arentino. Humanistisch-philosophische (Leipzig;Berlin: B.G. Teubner, 1928). Baron believed Bruni to be "the embodiment of civic humanism." see Hankins, "'Baron Thesis,'" p. 312.
6. ↑  Hannah Arendt, The Human Condition (Chicago: 1958); J.G.A. Pocock, "Civic Humanism and its Role in Anglo-American Thought," in Politics, Language, and Time: Essays on Political Thought and History (Chicago: 1989;1971); Quentin Skinner, Liberty before Liberalism (Cambridge: 1998); Philip Pettit, Republicanism: A Theory of Freedom and Government (Oxford: 2000 ed.); Jean-Fabien Spitz, la liberte politique, Paris: Presses Universitaires de France, 1995.
7. ↑  Thomas L. Pangle, The Spirit of Modern Republicanism (Chicago: University of Chicago Press, 1990), 52. Pangle's discussion can be seen as consistent with Rahe's critique, as cited above.
8. ↑  The Crisis of the Early Italian Renaissance: Civic Humanism and Republican Liberty in an Age of Classicism and Tyranny (Princeton: 1966; 1955); In Search of Florentine Civic Humanism: Essays on the Transition from Medieval to Modern Thought, 2 vols. (Princeton: 1988).
9. ↑  Leonardo Bruni Arentino; also Hankins, "'Baron Thesis,'" 318–330; Pocock, Machiavellian Moment, 86-91.
10. ↑  For this distinction definitively expounded, see Sir Isaiah Berlin, "Two Concepts of Liberty," in Four Essays on Liberty (New York: Oxford Univ. Press, 1970).
11. ↑  John G.A. Pocock, The Machiavellian Moment: Florentine Political Thought and the Atlantic Republican Tradition (1975); Bernard Bailyn, The Ideological Origins of the American Revolution. Harvard University Press, 1967; Gordon S. Wood, The Radicalism of the American Revolution: How a Revolution Transformed a Monarchical Society into a Democratic One Unlike Any That Had Ever Existed, (1992); Gordon S. Wood, The Creation of the American Republic 1776–1787, (1969); Lance Banning, The Jeffersonian Persuasion: Evolution of a Party Ideology, (1978); Drew R. McCoy, The Elusive Republic: Political Economy in Jeffersonian America,(1980); Joyce Appleby, Capitalism and a New Social Order: The Republican Vision of the 1790s, 1984; Joyce Appleby, ed., "Republicanism in the History and Historiography of the United States," special issue of American Quarterly, Vol. 37, No. 4, (1985); Joyce Appleby, Liberalism and Republicanism in the Historical Imagination, (1992); Isaac Kramnick, Republicanism and Bourgeois Radicalism: Political Ideology in Late Eighteenth-Century England and America, (1990); Robert E. Shalhope, "Toward a Republican Synthesis: The Emergence of an Understanding of Republicanism in American Historiography," William and Mary Quarterly, 29 (Jan. 1972), 49–80; Robert E. Shalhope, "Republicanism and Early American Historiography," William and Mary Quarterly, 39 (Apr. 1982), 334–356.

## پیوندهای بیرونی
- Cicero's influence on Classical Republicanism بایگانی‌شده  در ۱۵ مارس ۲۰۰۵ توسط Wayback Machine
- Tocqueville and civic humanism بایگانی‌شده  در ۲۰۲۰-۰۷-۱۳ توسط Wayback Machine